# St. Nikolaus (Melchendorf)

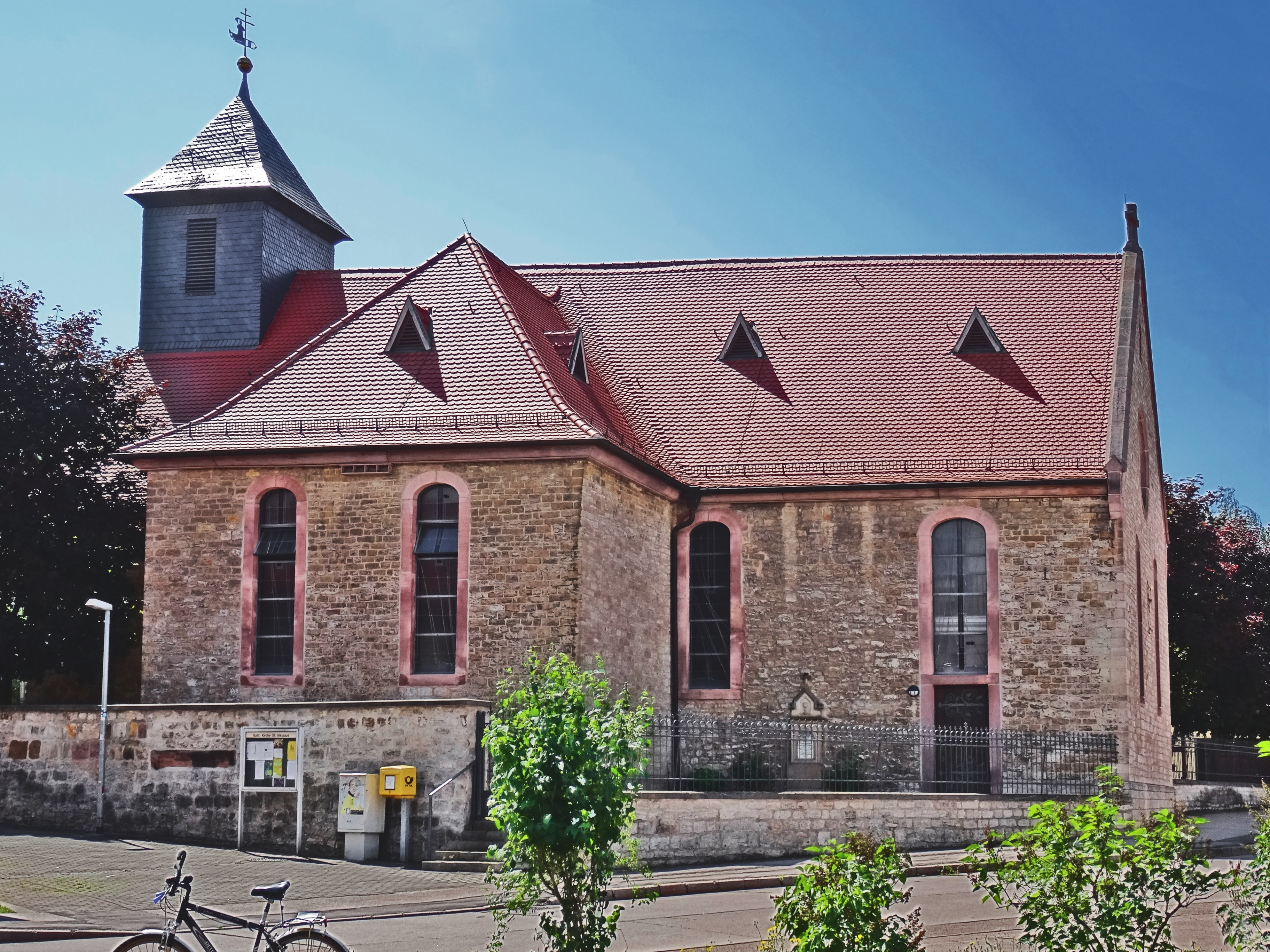
Die Melchendorfer Kirche

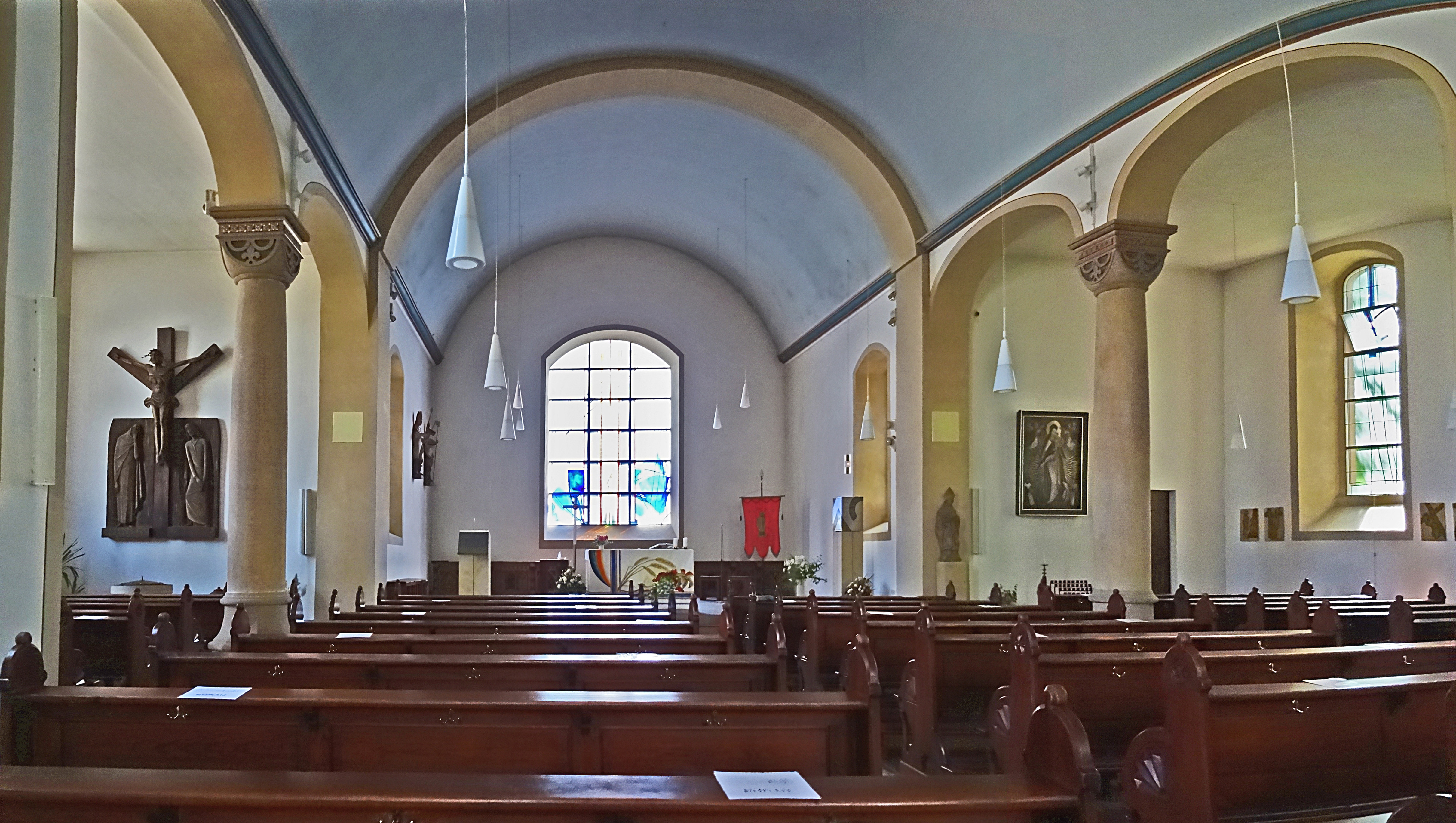
Innenansicht

Die römisch-katholische Pfarrkirche St. Nikolaus steht im Stadtteil Melchendorf der thüringischen Landeshauptstadt Erfurt. Sie ist die Pfarrkirche der Pfarrei St. Nikolaus Erfurt-Melchendorf im Dekanat Erfurt des Bistums Erfurt. Sie trägt das Patrozinium des heiligen Nikolaus von Myra.

## Geschichte
In Melchendorf gab es möglicherweise bereits im frühen, ganz sicher aber im Hochmittelalter eine Kirche, über die allerdings heute nichts mehr bekannt ist. Historiker gehen davon aus, dass Friesen und Flamen, die sich im 12. und 13. Jahrhundert in und um Erfurt angesiedelt hatten und den hl. Bischof Nikolaus verehrten, einer Reihe von Kirchen im Erfurter Raum ihren Namen gaben. So wurde der hl. Nikolaus auch Schutzpatron der Melchendorfer Kirche. Der Ort hatte ursprünglich slawische Bevölkerung und gehörte u. a. mit den benachbarten Daberstedt und Dittelstedt zu den Mainzer Küchendörfern. Die Küchendörfer waren im Besitz der Mainzer Erzbischöfe und für die Versorgung des Erzbischofs, wenn dieser sich in Erfurt aufhielt, und für die ständige Versorgung des Mainzer Hofes in der Stadt Erfurt zuständig. Unter der unmittelbaren Herrschaft des Mainzer Erzbischofs stehend, sind die Küchendörfer auch in der Reformationszeit und später katholisch geblieben.
In Chroniken wird berichtet, dass die alte Melchendorfer Kirche baufällig geworden sei und einen Neubau erforderlich machte. Die Grundsteinlegung erfolgte am 6. Mai 1715 durch Weihbischof Johann Jacob Senft aus Erfurt und am 8. November 1724 wurde der neue Altar durch Weihbischof Joachim Hahn konsekriert. In den folgenden Jahrzehnten traten erneut Bauschäden ein und so entschloss man sich Ende des 19. Jahrhunderts zu einem umfassenden Um- und Erweiterungsbau. Seitlich wurden an beiden Seiten Anbauten zugefügt, so dass der Grundriss ab jetzt eine Kreuzesform hatte und der Frontgiebel wurde etwas nach außen versetzt. Die Umbaukosten sind belegt, sie betrugen 19.000 Reichsmark.
Kurz vor Ende des Zweiten Weltkriegs, in den Mittagsstunden des 17. März 1945, gerieten Melchendorf und das benachbarte Dittelstadt unter einen Bombenteppich, der von 51 viermotorigen Bombern der US-Luftwaffe gelegt wurde und der eigentlich dem Erfurter Güterbahnhof galt. Es wurden dabei 151 t Bomben, wie man heute aus den Unterlagen weiß, abgeworfen. Wegen schlechter Sicht kam es zu einem Fehlabwurf und eine der Bomben schlug im Turm der Kirche ein, der daraufhin in sich zusammenbrach. Dabei begrub er den Altarraum und die Sakristei unter den Schuttmassen und für den Nordflügel des Seitenschiffs bestand Einsturzgefahr. Nach Kriegsende wurde mit dem Wiederaufbau, der bis 1948 dauerte, begonnen. Da es kein Baumaterial gab, gestaltete sich auch der Wiederaufbau schwierig und zwang zu Improvisationen. So wurde das Dach, wo Ziegel fehlten, mit Pappstreifen gedeckt, die anschließend mit Teer bestrichen wurden. Notwendige Transporte erledigten die ansässigen Bauern mit ihren Pferdefuhrwerken.
Die Planungen für eine Grundsanierung begannen erst etwa ab 1985. Mit der Wiedervereinigung Deutschlands, am 3. Oktober 1990, ergab sich eine neue Situation. In den Folgejahren wurde die Kirche von Grund auf, vom Boden bis zum Dach, saniert. Sie erhielt für alle sichtbar einen neuen Fußboden, neue Bänke und vor allem einen neuen Altar. Der Karnevalsverein St. Nikolaus spendete eine Kopie der nach innen verlagerten mittelalterlichen St. Nikolausfigur für außen.

## Ausstattung
- 1,2 m hohe Sandsteinfigur des hl. Nikolaus an der Stirnwand des Kirchenschiffs, ursprünglich außen am Vorgängerbau angebracht, ca. 1400
- 2 Heiligenfiguren (St. Nikolaus und St. Bonifatius) an der linken Altarraumwand
- Muttergottesdarstellung an der rechten Stirnseite, um 1500
- plastische Kreuzigungsgruppe aus Holz in Form eines Gabelkreuzes, ca. 1950

## Orgel

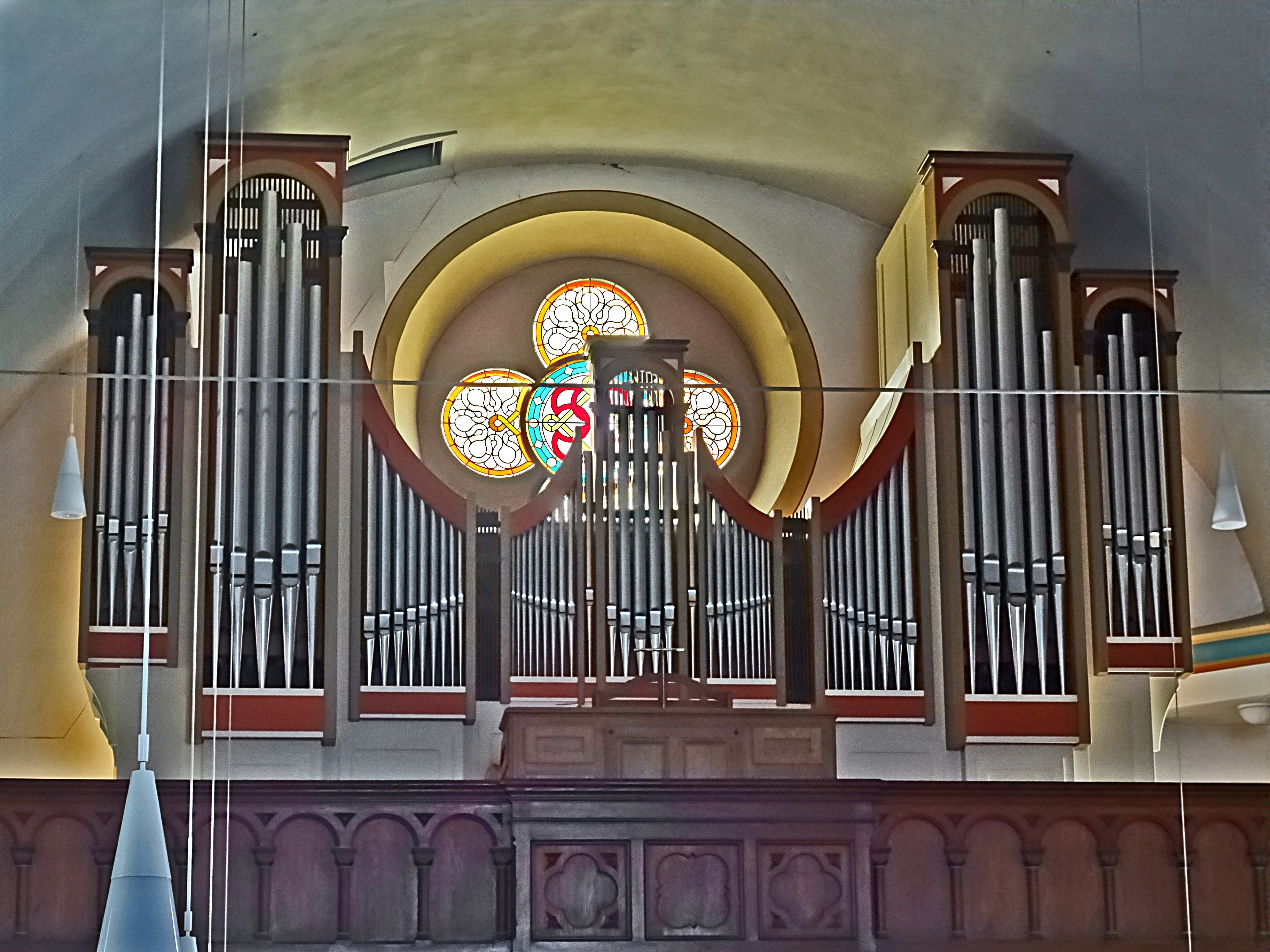
Orgelprospekt

Die Vorgängerorgel von 1901, erbaut von Albin Hickmann & Comp., wurde 2009 durch eine neue Orgel von Orgelbau Kutter mit mechanischer Register- und Tontraktur, mit 16 Registern auf zwei Manualen und Pedal ersetzt. Die Disposition lautet wie folgt:
| I Grand Orgue C–g3 |                  |     |
| 1.                 | Bordun           | 16′ |
| 2.                 | Montre           | 8′  |
| 3.                 | Flûte harmonique | 8′  |
| 4.                 | Corde nuit       | 8′  |
| 5.                 | Prestant         | 4′  |
| 6.                 | Doublette        | 2′  |
|                    | Tremolo          |     |

| II Recit expressiv C–g3 |                  |    |
| 7.                      | Bourdon          | 8′ |
| 8.                      | Viole de Gambe   | 8′ |
| 9.                      | Voix celeste     | 8′ |
| 10.                     | Flûte octaviante | 4′ |
| 11.                     | Octavin          | 2′ |
| 12.                     | Plein jeu III–IV |    |
| 13.                     | Trompette        | 8′ |
| 14.                     | Clarinette       | 8′ |
|                         | Tremolo          |    |

| Pedal C–f1 |           |     |
| 15.        | Soubbasse | 16′ |
| 16.        | Flûte     | 8′  |

- Koppeln: II/I, Suboktavkoppel II/I, I/P, II/P